# 2016年リオデジャネイロパラリンピックのマケドニア共和国選手団
2016年リオデジャネイロパラリンピックのマケドニア共和国選手団（2016ねんリオデジャネイロパラリンピックのマケドニアきょうわこくせんしゅだん）は、2016年9月7日から9月18日までブラジルのリオデジャネイロで開催された2016年リオデジャネイロパラリンピックマケドニア共和国選手団の名簿。

## 選手団
- 人員: 選手 2人

## 種目別選手・スタッフ名簿及び成績

### 射撃
- ヴァンチョ・カランフィロフ
  - （男子エアピストル SH1 運動機能）556 予選敗退
  - （混合25mピストル SH1 運動機能）542 予選敗退
  - （混合50mピストル SH1 運動機能）500 予選敗退
- オリヴェラ・ナコフスカ＝ビコワ
  - （女子エアピストル SH1 運動機能）92.8、7位
  - （混合25mピストル SH1 運動機能）558 予選敗退
  - （混合50mピストル SH1 運動機能）139.1、4位